# Volley 2000 Spezzano
Volley 2000 Spezzano  - żeński klub siatkarski z Włoch. Został założony w 1982 w mieście Fiorano Modenese. Działalność klubu została zakończona w 2004.